# Паутов, Виктор Николаевич (микробиолог)
Виктор Николаевич Паутов (3 сентября 1926, Минск — 29 апреля 2020, Москва) — советский микробиолог, доктор медицинских наук, профессор. Лауреат Государственной премии СССР (1978). Член-корреспондент АМН СССР (с 1982 года), позднее — РАМН, РАН.

## Биография
Виктор Николаевич Паутов родился 3 сентября 1926 года в Минске, в семье профессора Николая Александровича Паутова.
В 1948 году окончил Военно-медицинскую академию имени С. М. Кирова и был командирован в Центральный НИИ микробиологии Министерства обороны СССР в Кирове, где проработал до 1954 года.
Летом 1954 года отдел, которым руководил Паутов, перевели из Кирова во вновь созданный вирусологический центр Министерства обороны СССР (Загорск-6). Там он проработал до 1973 года.
Известен как один из первых в России исследователей в области биологии возбудителей природно-очаговых заболеваний вирусно-риккетсиозной этиологии, в особенности — Ку-лихорадки. Его исследования коксиелл и коксиеллеза позволили в дальнейшем разработать многие методические приёмы работы с возбудителем, создать теорию иммунопрофилактики Ку-лихорадки и первые образцы отечественной вакцины.
В 1963—1973 годах совместно с И. П. Ашмариным и В. П. Краснянским проводил работы по химиопрофилактике натуральной оспы с использованием тиосемикарбазонов, лекарственных форм метисазона и продуктов их превращений.
В 1973 году он вернулся в НИИ микробиологии Министерства обороны СССР в должности начальника института и работал на этой должности до февраля 1984 года.
В 1984—1989 годах работал в Главном военно-медицинском управлении МО СССР в Москве, где курировал деятельность ряда институтов, подчинённых Управлению.
В январе 1989 года демобилизовался из Вооружённых сил в звании генерал-майора медицинской службы.
До октября 2003 года работал в НИИ эпидемиологии и микробиологии имени Н. Ф. Гамалеи АН СССР (с 1991 года — АН РФ).
С 19 февраля 1982 года являлся членом-корреспондентом АМН СССР, позднее — РАМН, а с 27 июня 2014 года — членом-корреспондентом РАН.
Более 30 лет был членом экспертного совета ВАК России.
Умер в 2020 году. Похоронен на Троекуровском кладбище.

## Научные работы
Опубликовал свыше 200 научных работ, в том числе 3 монографии, посвящённые вопросам биологии риккетсий, методам специфической профилактики и диагностики риккетсиозов человека, а также разработке вакцин против риккетсиозов. Им изучены особенности антигенной структуры, иммуногенности, патогенности, морфологии, репродукции и метаболизма риккетсий в зависимости от условий их обитания. Ряд его работ посвящён биологии арбовирусов и иммунопрофилактике чумы.
Среди его работ:
- Паутов В. Н., Игумнов А. И. Биология риккетсий. — М.: Медицина, 1968. — 204 с.
- Паутов В. Н., Лукин Е. П., Воробьев А. А. Специфическая профилактика риккетсиозов. — М.: Медицина, 1969. — 200 с.
- Бурлаков С. А., Паутов В. Н. Комары и клещи-переносчики возбудителей вирусных и риккетсиозных заболеваний человека. — М.: Медицина, 1975. — 215 с.

## Награды
- Медаль «За боевые заслуги»
- Орден Ленина (1966).
- Орден Трудового Красного Знамени (1973).
- Государственная премия СССР (1978) — за разработку комплекса мероприятий по борьбе с особо опасными заболеваниями человека.
- Орден Октябрьской Революции (1982)[4].